# Monotipija
Monotipija (fr. monotype, eng. monotype) spada u specifične grafička tehnika kojom je moguće dobiti samo jedan otisak/grafiku. Po načinu rada  ona se i svrstava u grafičke tehnike. Problem postoji u tom jednom otisku, što se u praksi sukobi sa principom multioriginala, koja  je jedna od osnovnih karakteriostika grafičkih tehnika. Bez obzira na ove dileme, monotipija je uvažena kao specifična grafička tehnika, i mnogi umjetnici su je uvrstili u svoj princip rada i vole taj stepen unikatnosti koji ona nudi. 

## Princip
Termin monotipija ne označava usko definisanu tehniku, već princip otiskivanja u jednom primerku, uz nemogućnost da se napravi još identičnih otisaka. Monotipija se može dobiti na više načina, a osim jednobojnih, najčešće u crnoj ili smeđoj boji, susrećemo i višebojne monotipije. Podrazumeva se da se za svaku boju mora izraditi posebna matrica.
Jedan od načina izrade monotipije je da se na litografski kamen, metalnu ili staklenu ploču nanese štamparska boja. Na tako pripremljenu matricu se pričvršćuje papir i pritom se kontrolom pritiska obezbeđuje da se on ne zalepi previše za nanesenu boju. Po papiru se crta olovkom ili neki drugi zašiljenim predmetom. Svaki pritisak na ploču skida štamparsku boju, a na strani papira prilepljenoj za nabojenu ploču ostaje otisak. Kada je crtež gotov, otisak na papiru je u pozitivu, dok je na ploči isti crtež ostao u negativu. Taj crtež u negativu se može potom otisnuti na drugi list papira trljanjem nekim zaobljenim predmetom. Ovaj princip izrade monotipije je najčešće koristio Pol Gogen (1848-1903).
Drugi princip se sastoji u direktnoj izradi crteža na ploči uz pomoć četke i razređene štamparske boje. Tako izrađeni crtež se otiskuje ručno ili uz pomoć prese. Dobijeni otisak je u negativu u odnosu na crtež izdrađen na samoj matrici. Ovaj princip je za izradu svojih monotipija koristio Edgar Dega (1834-1917).
Iako se najčešće izrađuje samo jedan otisak, nisu retki slučajevi postojanja dva otiska, pri čemu je drugi, podrazumeva se, značajnije slabijeg intenziteta. Otisak dobijen tehnikom monotipije je takođe moguće preneti putem tehnike transfera na litografski kamen, i tako omogućiti njegovo dalje umnožavanje ovom grafičkom tehnikom. Dobar primer ova dva principa su upravo monotipije Edgara Dega. 
Za izradu monotipija se mogu koristiti razne podloge i osim štamparskih i druge boje.
Ova u osnovi jednostavna grafička tehnika se može s velikim uspehom primeniti u školskim uslovima. Prikladna za rad sa decom u osnovnoj školi, jer pruža mogućnost razvijanja, kako kreativnih tako i likovnih sposobnosti. Može se koristiti i u kombinaciji sa drugim likovnim tehnikama.

## Literatura
1. Dževad Hozo, Umjetnost multioriginala, Prva književna komuna Mostar, 1988.